# Cinque anni di lavoro
Cinque anni di lavoro è un saggio di architettura dell'architetto Mario Palanti, edito dalla Casa Editrice di Arte Bestetti & Tumminelli, stampato nel 1924. In 16°, tela editoriale con titolo e vignetta in oro al dorso e alla coperta.

## Descrizione
Il volume di 20 pagine con 152 tavole illustrate, presenta l'opera dell'architetto Palanti in Argentina. Presentazione di Ottavio Dinale e Paolo Mezzanotte.